# The Uffe Holm Show 3
|  | Sammenskrivningsforslag Artiklen The Uffe Holm Show 3 er foreslået føjet ind i Uffe Holm. (Siden marts 2019) Diskutér forslaget |

The Uffe Holm Show 3 er Uffe Holms fjerde one-man comedy show, som han optrådte med i foråret 2009. Showet er afslutningen på The Uffe Holm Show-trilogien. Selv udtaler Uffe Holm at det bliver “fucking sjovt”.
Showet blev videooptaget i Svendborg Teater 13. marts 2009 og udgivet på DVD d. 2. november 2009

## Tidligere shows
Uffe Holm har tidligere udgivet følgende solo stand-up shows:
- The Uffe Holm show
- The Uffe Holm Show 2
- Uffe Holms Flashback